# Cừu Montadale
Cừu Montadale là tên của một giống cừu nhà được phát triển vào những năm 1930 bởi E. H. Mattingly, một người mua thịt cừu thương phẩm miền Trung phía Tây Hoa Kỳ, người đã có một giấc mơ của phát triển một con cừu lý tưởng. Ông đã từng nói rằng sự khởi đầu tốt nhất cho mục tiêu đó sẽ mang lại cùng những đặc điểm tốt nhất của miền Trung Tây đối với thịt cừu cho loại cừu và phạm vi cừu lớn ở phương Tây. Các con cừu Montadale được coi là một giống mục đích kép, kiêm dụng khi lớn lên cho cả len và thịt.

## Lịch sử
Mattingly cho giao phối để chọn lọc từ các giống cừu Cheviod và cừu Columbia là cơ sở cho dự án của mình. Các con cừu Cheviod là một con cừu tầm nhỏ, là giống cừu khỏe mạnh phát triển ở Scotland. Nó được biết đến với phong cách của mình và Cơ bắp. Còn cừu Columbia đã được phát triển ở Wyoming và Idaho vào đầu những năm 1900. Nó là một con cừu lớn thân lớn với, lông cừu chất lượng tốt nặng. Các con cừu đực Montadale trung bình nặng 200-275 pounds và cừu cái nặng 160-180 pounds.
Việc lai giống đầu tiên của cừu đực Columbia với cừu Cheviod chứng minh cho Mattingly thấy rằng dự án của mình đang đi đúng hướng. Tuy nhiên, ông cũng đã cố gắng giống đực Cheviod để cừu Columbia. Phép lai chéo này thậm chí còn thành công hơn, và được chọn là nền tảng cho các giống mới. Cừu Montadale có lông rất trắng và một chút lanolin, mà làm cho sản lượng len cao.
Trong chín năm qua, những con cừu Montadales đầu tiên đã được lựa chọn và dòng lai để phát triển thống nhất trong các đặc điểm giống và các loại. Sau đó, những con cừu đã được trưng bày trong các cuộc thi trên toàn quốc. Giống cừu này nhanh chóng thu hút sự chú ý của các nhà sản xuất cừu tiến bộ. Cừu Montadale cừu đầu tiên được nhập khẩu vào Canada vào năm 1960.

## Đặc điểm
Các con lai của chúng với cừu các giống địa phương thường sinh trưởng nhanh hơn con thuần các giống địa phương. Gần đây năm giống cừu đực cừu Dorset, cừu Phần Lan Finnsheep, cừu Romanov, cừu Texel và cừu Montadale và hai giống cừu cái cừu Composite III và cừu mặt trắng Tây Bắc (Northwestern Whiteface) đã được đánh giá ở cả quần thể thuần và lai. Ảnh hưởng của giống đực đến sinh sản của con lai F1 ở mùa thu và mùa xuân, còn tỷ lệ chết, sinh trưởng và các đặc tính của thịt xẻ của con lai F1 đã được nghiên cứu và kết luận là sản xuất thịt cừu thương mại có thể được cải thiện đáng kể nếu sử dụng con cái lai.
Trán chúng phẳng, xương mũi lồi ra, chúng có hố nước mắt, mõm của chúng mỏng, môi hoạt động, răng cửa sắc, nhờ đó chúng có thể gặm được cỏ mọc thấp và bứt được những lá thân cây mềm mại, hợp khẩu vị trên cao để ăn. Chúng có thói quen đi kiếm ăn theo bầy đàn, tạo thành nhóm lớn trên đồng cỏ. Trong da chúng có nhiều tuyến mồ hôi và tuyến mỡ hơn dê. Bởi thế chúng bài tiết mồ hôi nhiều hơn và các cơ quan hô hấp tham gia tích cực hơn vào quá trình điều tiết nhiệt. Mô mỡ dưới da của chúng phát triển tốt hơn dê và ngược lại ở các cơ bên trong của chúng có ít tích lũy mỡ hơn dê. Chính vì vậy, thịt chúng nhiều nạc hơn thịt dê.

## Chăn nuôi
Chúng có tính bầy đàn cao nên dễ quản lý, chúng thường đi kiếm ăn theo đàn nên việc chăm sóc và quản lý rất thuận lợi. Chúng cũng là loài dễ nuôi, mau lớn, ít tốn công chăm sóc. So với chăn nuôi bò thì chúng là vật nuôi dễ tính hơn, thức ăn của chúng rất đa dạng, thức ăn của chúng là những loại không cạnh tranh với lương thực của người. Chúng là động vật có vú ăn rất nhiều cỏ. Hầu hết chúng gặm cỏ và ăn các loại cỏ khô khác, tránh các phần thực vật có gỗ nhiều. Chúng có chế độ hoạt động ban ngày, ăn từ sáng đến tối, thỉnh thoảng dừng lại để nghỉ ngơi và nhai lại. Đồng cỏ lý tưởng cho chúng như cỏ và cây họ Đậu. Khác với thức ăn gia súc, thức ăn chính của chúng trong mùa đông là cỏ khô.
Chúng là loài ăn tạp, có thể ăn được nhiều loại thức ăn bao gồm thức ăn thô xanh các loại như: rơm cỏ tươi, khô, rau, củ quả bầu bí các loại, phế phụ phẩm công nông nghiệp và các loại thức ăn tinh bổ sung như cám gạo ngũ cốc. Mỗi ngày chúng có thể ăn được một lượng thức ăn 15-20% thể trọng. Chúng cần một lượng thức ăn tính theo vật chất khô bằng 3,5% thể trọng. Với nhu cầu 65% vật chất khô từ thức ăn thô xanh (0,91 kg) và 35% vật chất khô từ thức ăn tinh (0,49 kg). Khi cho chúng ăn loại thức ăn thô xanh chứa 20% vật chất khô và thức ăn tinh chứa 90% vật chất khô.
Nguồn nước uống là nhu cầu cơ bản của chúng. Lượng nước cần cho chúng biến động theo mùa và loại và chất lượng thực phẩm mà chúng tiêu thụ. Khi chúng ăn nhiều trong các tháng đầu tiên và có mưa (kể cả sương, khi chúng ăn vào sáng sớm), chúng cần ít nước hơn. Khi chúng ăn nhiều cỏ khô thì chúng cần nhiều nước. Chúng cũng cần uống nước sạch, và có thể không uống nếu nước có tảo hoặc chất cặn. Trong một số khẩu phần ăn của chúng cũng bao gồm các khoáng chất, hoặc trộn với lượng ít.

## Chăm sóc
Sau khi cho phối giống 16-17 ngày mà không có biểu hiện động dục lại là có thể cừu đã có chửa, Căn cứ vào ngày phối giống để chuẩn bị đỡ đẻ cho cừu (thời gian mang thai của cừu 146-150 ngày) nhằm hạn chế cừu sơ sinh bị chết; Có thể bồi dưỡng thêm thức ăn tinh và rau cỏ non cho cừu có chửa nhưng tuyệt đối tránh thức ăn hôi mốc; Khi có dấu hiệu sắp đẻ (bầu vú căng, xuống sữa, sụt mông, âm hộ sưng to, dịch nhờn chảy ra, cào bới sàn…) nên nhốt ở chuồng riêng có lót ổ rơm và chăn dắt gần, tránh đồi dốc.
Thông thường cừu mẹ nằm đẻ nhưng cũng có trường hợp đứng đẻ, tốt nhất nên chuẩn bị đỡ đẻ cho cừu; Sau khi đẻ cừu mẹ tự liếm cho con. Tuy nhiên, vẫn phải lấy khăn sạch lau khô cho cừu con, nhất là ở miệng và mũi cho cừu con dễ thở. Lấy chỉ sạch buộc cuống rốn (cách rốn 4–5 cm), cắt cuống rốn cho cừu con và dùng cồn Iod để sát trùng; Giúp cừu con sơ sinh đứng dậy bú sữa đầu càng sớm càng tốt (vì trong sữa đầu có nhiều kháng thể tự nhiên); Đẻ xong cho cừu mẹ uống nước thoải mái (có pha đường 1% hoặc muối 0.5%).
Cừu con trong 10 ngày đầu sau khi đẻ cừu con bú sữa mẹ tự do; Từ 11-21 ngày tuổi cừu con bú mẹ 3 lần/ngày, nên tập cho cừu con ăn thêm thức ăn tinh và cỏ non, ngon; 80-90 ngày tuổi có thể cai sữa. Giai đoạn này phải có cỏ tươi non, ngon cho cừu con để kích thích bộ máy tiêu hóa phát triển (đặc biệt là dạ cỏ) và bù đắp lượng dinh dưỡng thiếu hụt do sữa mẹ cung cấp không đủ; Cừu sinh trưởng và phát triển nhanh, mạnh ở giai đoạn này.